# Nguyễn Thị Manh Manh
Nguyễn Thị Manh Manh (chữ Hán: 阮氏萌萌, 1914-2005) là một nữ sĩ Việt Nam thời tiền chiến. Theo tài liệu thì bà là người phụ nữ đầu tiên đã đăng thơ, viết bài, đăng đàn diễn thuyết hô hào cho phong trào thơ mới tại Việt Nam.

## Tiểu sử
Nữ sĩ tên thật là Nguyễn Thị Kiêm (阮氏兼), sinh ngày 3 tháng 1 năm 1914 tại Sài Gòn, nhưng quê quán của bà ở tỉnh Gò Công (nay thuộc Tiền Giang). Bà là con gái thứ của Tri huyện Nguyễn Đình Trị, tục danh Huyện Trị, cũng là một cây bút trong làng báo lúc bấy giờ. Ông Trị từng là chủ huyện Lái Thiêu, Thủ Dầu Một, nghị viên hội đồng thành phố chung "sổ" (liên danh tranh cử) với giáo sư Nguyễn Văn Bá, chủ bút báo Công Luận thời Diệp Văn Kỳ, Thần Chung. Ông Trị cũng là "bầu" của đội bóng đá Ngôi Sao Xanh và sau đó đội Ngôi Sao Gia Định lừng lẫy một thời.
Thuở nhỏ bà học ở trường Áo Tím, tức trường nữ Gia Long (Sài Gòn). Sau khi tốt nghiệp bằng Thành chung, bà gia nhập làng báo Sài Gòn. Bà thường xuyên cộng tác với tờ Phụ nữ tân văn ở Sài Gòn, và lần lượt viết cho các tờ báo khác như: Công luận, Nữ lưu, Việt Nam, Tuần Lễ nay...
Ban đầu bà chỉ là phóng viên thường, viết các mục nhỏ với bút hiệu YM, Nguyễn Văn MYM. Sau khi Phan Khôi đăng bài thơ Tình già (Phụ Nữ Tân Văn số 122 ngày 10-3-1932) thì tên tuổi bà sáng lên qua bút danh Nguyễn Thị Manh Manh hoặc tên thật khi ủng hộ Thơ mới và cổ vũ cho nữ quyền. Sau đó, nữ sĩ còn đăng đàn diễn thuyết cổ vũ cho phong trào này. GS.Phan Cự Đệ kể:
..."Cuộc tấn công của "thơ mới" vào "thơ cũ" ngày càng quyết liệt. Tối ngày 26 tháng 7 năm 1933, Nguyễn Thị Kiêm (tức nữ sĩ Manh Manh, khi ấy mới 19 tuổi) diễn thuyết tại Hội Khuyến học Sài Gòn về "Lối thơ mới". Hội này thành lập đã 25 năm mới có một buổi phụ nữ lên diễn đàn, mà cũng là buổi đông thính giả nhất. Hơn hai năm sau (tháng 11 năm 1935), Nguyễn Thị Kiêm lại diễn thuyết một lần nữa tại Hội Khuyến học Sài Gòn. Lần này, bà và ông Nguyễn Văn Hạnh cùng diễn thuyết tranh luận về "thơ mới"...
Không chỉ bảo vệ thơ mới, nữ sĩ Manh Manh còn là một chiến sĩ đòi giải phóng phụ nữ, bình quyền với nam giới. Đáng tiếc, cuối năm 1934, tờ Phụ Nữ Tân Văn đình bản, bà Kiêm mất chỗ dựa, phong trào cổ vũ Thơ mới và đấu tranh cho nữ quyền của bà bị xẹp xuống. Và bà trở thành một nhà báo bình thường cộng tác với một số báo đương thời. Sở trường của bà là phỏng vấn. Tuy vậy, bà cũng viết nhiều bài phê bình, ghi chép... TS. Phan Văn Hoàng viết: 
"Chị đả kích các tập tục hủ bại như trọng nam khinh nữ, tảo hôn, đa thê..., bênh vực những quyền lợi chính đáng của nữ giới. Trong năm 1934, chị đã đi tới 4 thành phố (Huế, Hà Nội, Nam Định, Hải Phòng) để diễn thuyết các đề tài: "Dư luận nam giới đối với phụ nữ tiên tiến", "Một ngày của một người đàn bà tiên tiến", "Có nên tự do kết hôn chăng?", "Nên bỏ chế độ đa thê không"? Ý tưởng của chị trong các buổi diễn thuyết đó đã tạo ra trong xã hội hai luồng dư luận trái chiều (tán thành và phản đối) phản ảnh qua báo chí trong Nam ngoài Bắc..."
Năm 1936, nữ sĩ Manh Manh còn tích cực tham gia phong trào Đông Dương đại hội. Tuy mới 22 tuổi, nhưng nữ sĩ là một trong hai phụ nữ được cử vào Ủy ban lâm thời tổ chức Đông Dương đại hội tại Sài Gòn, bên cạnh các nhân vật nổi tiếng thời đó như Nguyễn An Ninh, Trịnh Đình Thảo, Nguyễn Văn Tạo, Nguyễn Văn Nguyễn, Tạ Thu Thâu, Phan Văn Hùm...
Ngày mồng 1 tháng 10 năm Bính Tý (tức 11 tháng 11 năm 1937), nữ sĩ thành hôn với ông Trương Văn Em, người Hà Tiên, một nhà giáo dạy Việt văn ở trường Trung học Huỳnh Khương Ninh, Sài Gòn, đồng thời cũng là một nhà báo với bút hiệu Lư Khê. Nhưng họ sống với nhau không lâu. Sau khi đứa con đầu lòng mất và bà không thể có con được nữa, hai người thỏa thuận chia tay. Năm 1950, bà lấy chồng người Pháp và qua Pháp ở cho đến ngày mất.
Nhà nghiên cứu Trương Minh Đạt (em út Lư Khê, gọi nữ sĩ Manh Manh là chị dâu) kể: 
..."Chị (Manh Manh) cư xử với nhà chồng rất tốt, được bên chồng yêu quý. Chị là thứ nữ của ông Huyện Trị, còn anh Lư Khê là con nhà nghèo ở Rạch Vược (Hà Tiên)...Song, chị không hợm mình, lúc nào chị cũng quý trọng người nghèo rất thật tình, không màu mè, không phân biệt giai cấp. Chị thường viết báo hoặc diễn thuyết bênh vực dân nghèo...Khi sinh bé Mi Nu, chị Kiêm bị sự cố không may, mất khả năng sinh sản. Năm sau, bé Mi Nu (bị liệt từ lúc mới sinh) qua đời...chị Kiêm vô cùng buồn, chị thỏa thuận cho anh có người khác...Đầu năm 1945, trước ngày Nhật đảo chính Pháp, anh Lư Khê có người vợ thứ hai...Khoảng đầu năm 1950, chị Manh Manh đi Pháp. Bên ấy chị được tin anh Lư Khê qua đời. Anh bị ám sát ngày 3 tháng 7 năm 1950. Thời kỳ này ở Sài Gòn rất nhiễu nhương"...
Sau thời gian dài "bặt vô âm tín", nữ sĩ Manh Manh qua đời trong một nhà dưỡng lão ở Paris vào ngày 26 tháng 1 năm 2005, thọ 91 tuổi.

## Tác phẩm
Nữ sĩ Manh Manh làm thơ rất ít, và chưa in tập thơ nào. Trong bộ sách Việt Nam thi nhân tiền chiến (tập 2, ấn bản kỳ nhì, 1968) xuất bản tại Sài Gòn, đã giới thiệu 4 bài thơ mới và một bài diễn thuyết của bà: 
-Viếng phòng vắng, đăng báo Phụ nữ tân văn số Xuân, ra ngày 19 tháng 1 năm 1933.
-Canh Tàn, trích trong bài diễn thuyết về Thơ mới tại Hội Khuyến học Sài Gòn ngày 26 tháng 7 năm 1933.
-Hai cô thiếu nữ, đăng báo Phụ nữ tân văn, 1933.
-Bức thư gửi cho tất cả ai ưa hay là ghét lối thơ mới, đăng báo Phụ nữ tân văn số 228, ra ngày 14 tháng 12 năm 1933.
-Vấn đề Nữ lưu và Văn học. Đây là bài diễn thuyết, sau đăng báo Phụ nữ tân văn số 131, ra ngày 26 tháng 5 năm 1932.

## Đóng góp cho văn học Việt
Sự cổ vũ nồng nhiệt của nữ sĩ Manh Manh về "thơ mới", đã được Hoài Thanh-Hoài Chân kể lại trong cuốn Thi nhân Việt Nam (xuất bản năm 1941), như sau: 
..."Từ hai tháng trước, hôm 26 juillet (tháng 7) 1933, một nữ sĩ có tài và có gan, cô Nguyễn Thị Kiêm, đã lên diễn đàn Hội Khuyến học Sài Gòn thành lập đến bấy giờ đã 25 năm. Lần thứ nhất một bạn gái lên diễn đàn và cũng là lần thứ nhất có một cuộc diễn thuyết được đông người nghe như thế"...
Ghi nhận công lao của nữ sĩ, trong Việt Nam thi nhân tiền chiến (quyển thượng) có đoạn:
..."Trong hồi dậy men của nền thơ mới, nữ sĩ Manh Manh là người đàn bà đầu tiên đáp ứng tiếng gọi đàn của nhà tiên phong Phan Khôi...Chúng ta ngày nay nhìn lại việc qua, giữa cái cũ kỹ từ nghìn đời sừng sững như cổ thành kiên cố; thế mà, bỗng chốc, một Phan Khôi táo bạo nổ phát súng cách mạng thi ca; người nữ chiến sĩ tiền phong anh dũng và hăng say hoạt động để bảo vệ và củng cố nền tảng thơ mới bén rễ và sống mạnh, ta phải kể Nguyễn Thị Manh Manh, một tay đã đóng góp công lao không nhỏ cho nền văn học đất nước .

## Giới thiệu một bài thơ mới của nữ sĩ
Trong cuộc diễn thuyết vào đêm 26 tháng 7 năm 1933 tại Hội Khuyến học Sài Gòn, nữ sĩ Manh Manh có "trưng ra làm điển hình"  một bài thơ mới của mình như sau: 
| Canh tàn Em ơi, nghe lóng nghe Gió đêm thoáng qua cửa... Lụn tàn một góc lửa, Lạnh ngắt chốn buồng the. Gió đêm thoáng qua cửa... Não dạ dế tỉ te Lạnh ngắt chốn buồng the... Em ơi, khêu chút lửa. | Não dạ dế tỉ te Gió ru! "...thiết chi nữa..." Em ơi, khêu chút lửa Rồi lại ngồi đây nghe. Gió ru: "...thiết chi nữa..." Sụt sùi mấy cành tre Em ngồi đây có nghe Tơ lòng chị đứt nữa. |